# Claus-Peter Lüttgen
Claus-Peter Lüttgen, auch Claus Peter Lüttgen und Klaus Peter Lüttgen (* 20. September 1927 in Köln), war ein deutscher Schauspieler bei Bühne und Film.

## Leben und Wirken
Der Sohn eines Architekten und einer Journalistin besuchte erst die Volks-, dann die Oberschule und absolvierte anschließend eine Gärtnerlehre. Nebenbei nahm Lüttgen privaten Schauspielunterricht. Ab 1943 diente Lüttgen der Wehrmacht. Nach anschließender Kriegsgefangenschaft kehrte Lüttgen 1946 ins Zivilleben zurück. In den 1950er Jahren wechselte er sich zwischen Theater- und Film-Tätigkeit ab. Zwischen 1950 und 1953 stand er beim Film mit kleinen Rollen ausschließlich in Diensten der DEFA, nahezu zeitgleich stand er im Westen Berlins auf der Bühne und spielte zu Beginn der 1950er Jahre am Theater am Kurfürstendamm und am Berliner Theater. Nach 1960 verliert sich komplett die Spur des in Berlin-Halensee ansässigen Claus-Peter Lüttgen.

## Filmografie
- 1950: Familie Benthin
- 1951: Das Beil von Wandsbek
- 1951: Die Meere rufen
- 1953: Jacke wie Hose
- 1954: Konsul Strotthoff
- 1954: Leuchtfeuer
- 1956: Das Traumschiff
- 1956: Eine Berliner Romanze
- 1957: Die Frühreifen